# Hex (gra planszowa)

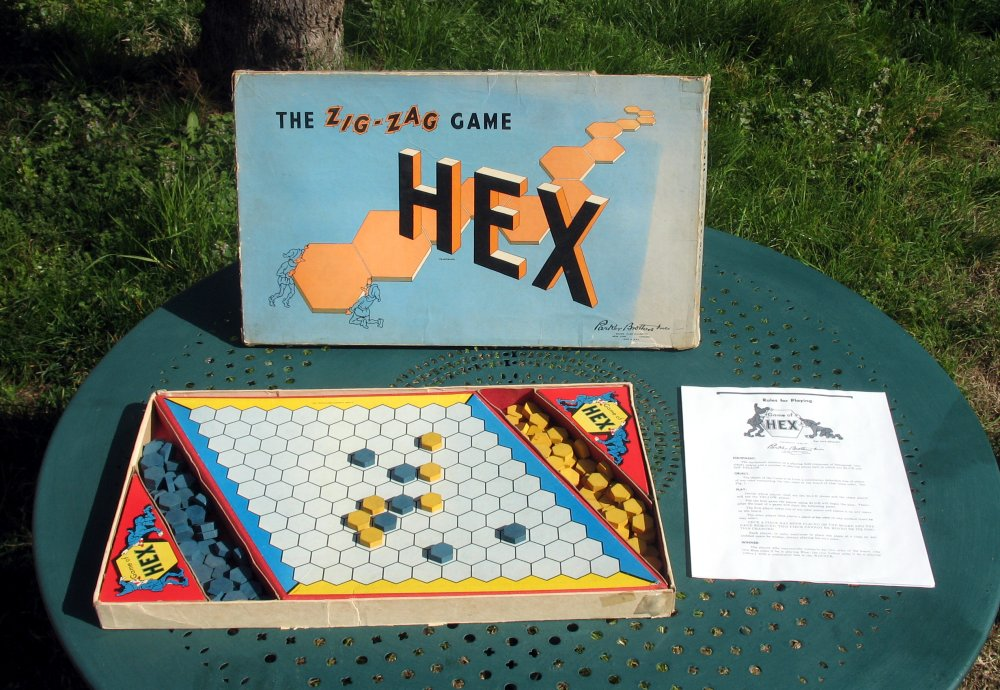
Hex – The Zig-Zag Game – Parker Brothers – 1950

Hex – duńska gra planszowa dla dwóch osób, grana na planszy w kształcie rombu z sześciokątnymi polami.

## Zasady
Wymiary planszy zwykle wynoszą 11 na 11 pól, czyli razem 121 (plansza "tradycyjna").
Każdy z dwóch graczy biorących udział w grze dysponuje kamieniami o odmiennych kolorach. Gracze na przemian układają kamienie na wolnych polach planszy, tak, aby sąsiadujące utworzyły nieprzerwany ciąg łączący boki planszy własnego koloru. Wygrywa ten z graczy, który ułoży taki ciąg jako pierwszy. Często stosuje się dodatkową zasadę, że gracz wykonujący ruch jako drugi w pierwszym swoim ruchu zamiast położyć swój kamień na wolnym polu może 'przejąć' kamień przeciwnika, tzn. zamienić jego kamień na swój.

## Historia
W 1942 duński poeta i matematyk Piet Hein wynalazł grę, którą dziś nazywamy Hex. Piet wynalazł ją podczas rozważań nad zagadnieniem czterech barw (hipotezą, podówczas jeszcze nieudowodnioną, że cztery kolory wystarczą do stworzenia dowolnej mapy tak, aby żadne dwa sąsiadujące państwa nie były tego samego koloru). Gra została wprowadzona w Instytucie Nielsa Bohra. W Danii zyskała popularność pod nazwą Polygon. Gra była drukowana na papierowej podkładce i grano na niej przy użyciu pisaków. Duńskie gazety drukowały miesiącami problemy do rozwiązania w Polygon.
Niezależnie od Heina grę Hex wymyślił w roku 1948 amerykański matematyk John Nash. Gra zyskała popularność wśród studentów amerykańskich uniwersytetów. W USA znana była jako Nash i John. Według niektórych źródeł studenci uniwersytetu w Princeton (gdzie Nash stworzył tę grę) grywali w Hex na sześciokątnych kafelkach w uczelnianych toaletach.

## Teoria
John Nash udowodnił nie-wprost w 1949 roku, że gra nie może zakończyć się remisem oraz że bez względu na rozmiar planszy, zawsze istnieje strategia wygrywająca dla gracza wykonującego pierwszy ruch. Nie był to jednak dowód konstruktywny – wykazywał wyłącznie istnienie takiej strategii, a nie, jak ona wygląda. Wyliczono strategie wygrywające dla każdego ruchu na planszach 7×7, zaś na planszach 8×8 i 9×9 przy założeniu, że pierwszy gracz rozpoczyna na środku planszy.